# 21990 Ґарретяззі
21990 Ґарретяззі (21990 Garretyazzie) — астероїд головного поясу, відкритий 6 грудня 1999 року.
Тіссеранів параметр щодо Юпітера — 3,272.